# 博尔斯
博尔斯（法語：Borce，法語發音：[bɔʁs]）是法国大西洋比利牛斯省的一个市镇，位于该省东南部，属于奥洛龙-圣玛丽区。

## 地理
博尔斯（42°54'33"N, 0°34'22"W）面积58.05 平方千米，位于法国新阿基坦大区大西洋比利牛斯省，该省份为法国东南部省份，涵盖了贝阿恩与北巴斯克，西临大西洋比斯開灣，北至朗德省，东北接热尔省，东临上比利牛斯省，南与西班牙接壤。
与博尔斯接壤的市镇（或旧市镇、城区）包括：于尔多斯、安索、阿库斯、塞特-埃甘、埃措特。

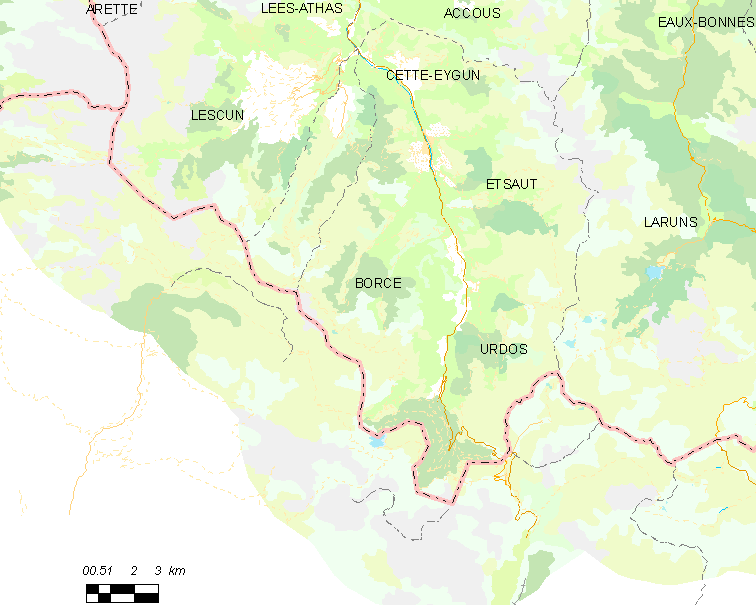
博尔斯的OSM定位图

博尔斯的时区为UTC+01:00、UTC+02:00（夏令时）。

## 行政
博尔斯的邮政编码为64490，INSEE市镇编码为64136。

## 政治
博尔斯所属的省级选区为奥洛龙-圣玛丽第一县。

## 人口

1962-2008年间博尔斯人口变化图示

博尔斯于2022年1月1日时的人口数量为114人。